# 54810 Molleigh
54810 Molleigh è un asteroide della fascia principale. Scoperto nel 2001, presenta un'orbita caratterizzata da un semiasse maggiore pari a 2,4279248 UA e da un'eccentricità di 0,2067258, inclinata di 9,46936° rispetto all'eclittica.